# Big Jim Colosimo
Pour les articles homonymes, voir Big Jim.
Giacomo Colosimo, dit Big Jim, né le 16 février 1878 à Colosimi et mort le 11 mai 1920 à Chicago, était un mafioso italo-américain du début du XXe siècle et membre fondateur de l'Outfit de Chicago (en français : « l'Équipe ») avant d'en devenir le parrain.

## Biographie
Giacomo Colosimo quitta sa Calabre natale pour Chicago en 1895. Il y exerça d'abord la profession de balayeur, tout en travaillant pour La Main noire, la mafia italienne, comme racketter et pickpocket. Il arrondissait aussi ses fins de mois par le vol et le proxénétisme.
En 1902, il épousa Victoria Moresco, une proxénète bien plus âgée que lui. Ensemble ils ouvrirent une maison close et prirent rapidement le contrôle de plusieurs autres. Big Jim se trouva rapidement à la tête d'un empire de la prostitution avec près de 200 établissements. Big Jim organisait également un véritable trafic d'êtres humains : lui et ses hommes recherchaient des jeunes filles de la campagne, et leur promettaient le grand amour et un bon travail à Chicago. Une fois sur place, elles étaient emprisonnées, violées, et vendues. En 1909, menacé par d'autres mafieux, il appela à l'aide son neveu par alliance Johnny Torrio, qui était à la tête du gang des Five Points dans le quartier new-yorkais de Brooklyn. Peu après, les 3 hommes qui l'avaient menacé furent retrouvés morts.
Johnny Torrio s'installa à Chicago et commença à travailler avec son oncle. Big Jim ouvrit un restaurant, le Colosimo's Cafe, qui lui servit par la suite de quartier général. En 1919, Al Capone, auparavant basé à New York, rejoignit Chicago et fut embauché comme barman et videur au Four Deuces, un autre établissement appartenant à Colosimo.
Au moment de la prohibition, Torrio voulut se tourner vers le trafic d'alcool. Colosimo refusa, préférant se concentrer sur la prostitution. Dans le même temps, il quitta sa femme (la tante de Torrio) et se maria avec une chanteuse de 19 ans, Dale Winter. Torrio avait ainsi deux raisons d'éliminer son acolyte. Le 16 mai 1920 Big Jim Colosimo fut abattu dans son restaurant par Frankie Yale, qui ne fut jamais condamné, ayant intimidé le principal témoin oculaire. Torrio et Capone furent également interrogés par la police mais ne furent pas inquiétés. Colosimo est inhumé au cimetière de Oak Woods à Chicago.